# Kevin Gibbens
Kevin Gibbens (* 4. November 1979 in Southampton) ist ein ehemaliger englischer Fußballspieler. Gibbens spielte von 1998 bis 2002 als Profi für den FC Southampton und kam in dieser Zeit zu neun Einsätzen in der Premier League.

## Karriere
Gibbens war im Nachwuchsbereich des FC Southampton aktiv und erhielt nach überzeugenden Leistungen im Reserveteam im Januar 1998 seinen ersten Profivertrag. An der Seite von Spielern wie Matt Le Tissier, Carlton Palmer und David Hirst debütierte der Mittelfeldspieler am 25. April 1998 in der Premier League, als er bei einem 4:2-Auswärtserfolg gegen West Ham United  in der Startelf stand. Auch zu Beginn der Saison 1998/99 kam Gibbens mehrfach zum Einsatz, bevor er ab September aufgrund einer Leistenverletzung und der folgenden Operation für ein halbes Jahr ausfiel und erst im März 1999 wieder für das Reserveteam antreten konnte. Gemeinsam mit seinem Teamkollegen Gary Monk wurde Gibbens im September für einen Monat auf Leihbasis an den Zweitligisten Stockport County abgegeben, für den er in vier Pflichtspielen zum Einsatz kam. Anhaltende Verletzungsprobleme warfen Gibbens in der Folgezeit zurück und er kam letztmals im Winter 2000 zu einigen Premier-League-Einsätzen. Im Frühjahr 2002 wurde er schließlich aus seinem Vertrag entlassen und wechselte im März 2002 ablösefrei zu Oxford United in die Third Division, kam dort bis Saisonende aber zu keinem Einsatz mehr und setzte seine Laufbahn anschließend im Non-League football fort.
Erste Station dort war Basingstoke Town unter Trainer Ernie Howe, für den Klub war er eine Saison lang als Stammspieler in der Isthmian League aktiv. Anschließend spielte er zur Saison 2003/04 in der Southern League beim FC Eastleigh, die für Gibbens eine Entschädigungszahlung von £2.000 an Basingstoke leisten mussten. Unterschiedliche Auffassungen seinen „Lebensstil“ betreffend sorgten bereits im Januar 2004 für seine Entlassung bei Eastleigh und Gibbens setzte seine Spielerkarriere ab Sommer 2004 beim FC VT in der Wessex League fort. Bei VT übernahm Gibbens in der Folge das Kapitänsamt und stieg mit dem Klub 2009 in die Southern League Division One auf. 2010 und 2011 verpasste er mit dem Verein, der sich im Sommer 2010 in FC Sholing umbenannte, jeweils in den Play-offs den Aufstieg in die Premier Division der Southern League. 2012 verließ er nach acht Jahren Sholing und kehrte mit seinem Wechsel zu Blackfield & Langley in die Wessex League zurück. Mit Blackfield gewann Gibbens 2013 die Meisterschaft der Wessex League, im Dezember 2013 wurde er bis Saisonende Spielertrainer des Klubs. 2015 wechselte er ligaintern zu Andover Town, für den Klub bestritt er bis November 2015 noch acht Pflichtspiele.